# 長期議会

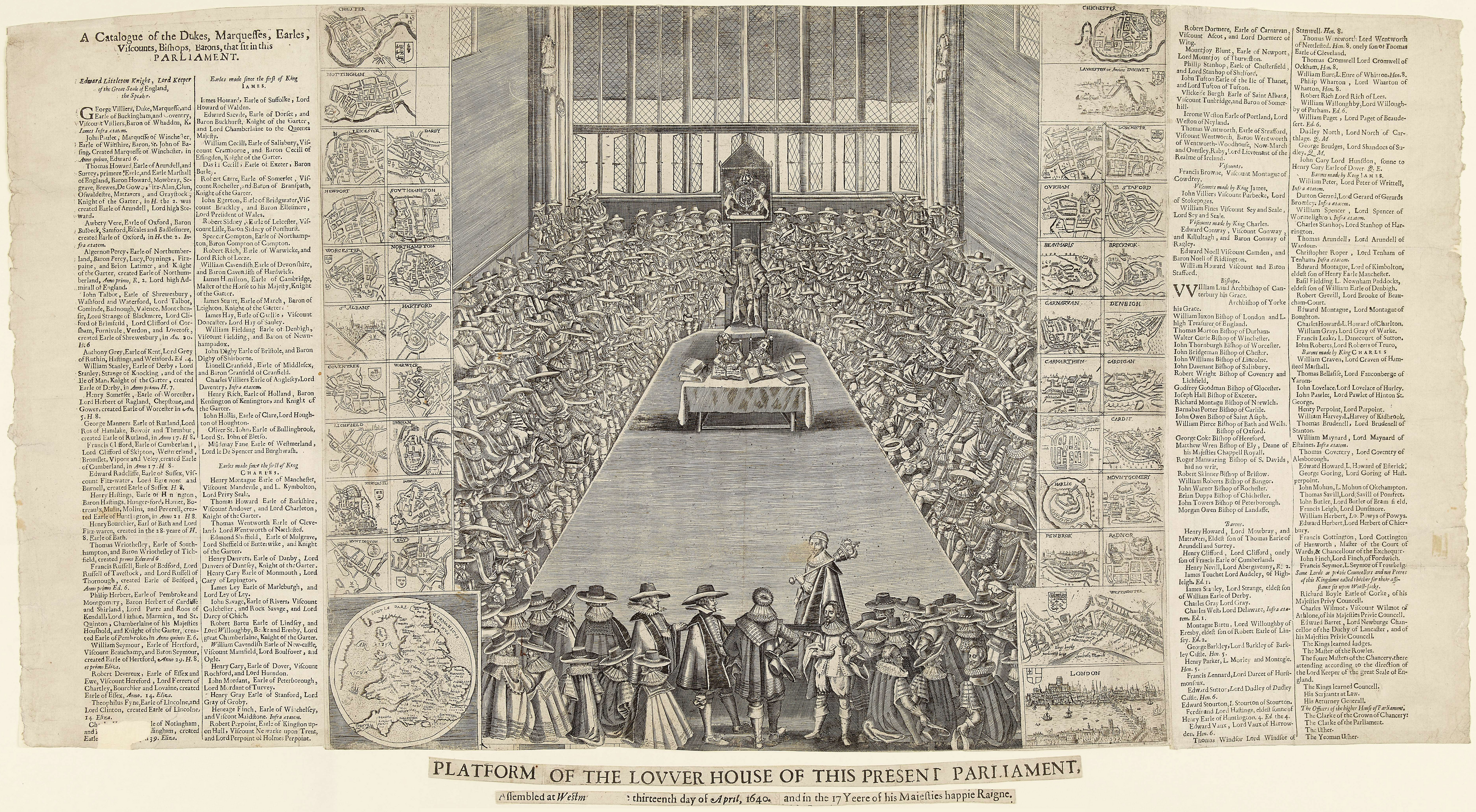
長期議会

長期議会（ちょうきぎかい、英語：Long Parliament）は、スコットランドの反乱に敗れたイングランド王兼スコットランド王チャールズ1世が賠償金を捻出するため1640年11月3日に召集した議会である。ここで議会派と王党派が対立し清教徒革命（イングランド内戦）を招いた。オリバー・クロムウェルにより1653年4月20日に解散。短期議会との対比から呼ばれた。
また、長老派をプライドのパージで追放した独立派が議席を独占した1648年12月6日以降（すなわちイングランド共和国体制下での状態）を残部議会（ざんぶぎかい）もしくはランプ議会と呼ぶ。
共和国末期の1660年2月21日に長老派が復帰したことでもう1度召集されたが、3月16日に解散した。

## 短期議会
1629年、チャールズ1世は国王大権を盾に権利の請願を事実上廃止し、抗議する議会を解散。以後チャールズ1世は11年間親政を行うこととなる（専制の11年）。
1639年に宗教政策の反発からスコットランド国民盟約（盟約派）とチャールズ1世との間に第1次主教戦争が起こる。結果として両軍は戦うことなくベリック条約で和睦したが、その後も対立は続いたために再び戦争に至ることが予期されていた。当時のイングランドは深刻な財政問題に悩まされていたが（そもそも国王と議会の対立の一因でもあった）、第1次の戦費と合わせ財政問題は限界に達しており、1640年4月、チャールズ1世は来る戦争の予算を得るために親政を取り止め、議会を召集した。しかし、国王と議会の対立はより深刻な物となっており、わずか3週間で解散したため、これを短期議会と呼ぶ。

## 長期議会
その後、同年8月に第2次主教戦争が起こるが、戦費が底を付いた国王軍は寡兵に過ぎず敗北した。結果、リポン条約でスコットランド駐留軍維持費（事実上の賠償金）などが課せられ、財政悪化に拍車をかけた。そこでチャールズ1世は予算を得るため11月3日に再び議会を召集した。この議会は1653年4月20日にクロムウェルによる武力解散まで続いたので長期議会と呼ばれる。イングランドとウェールズから選出された、約500名からなる庶民院議員を中心としたものだった。庶民院には指導者としてジョン・ピム、ジョン・ハムデンなど反国王派として専制を非難し続けた有力議員がおり、ヘンリー・ベインとオリバー・シンジョン、アーサー・ヘジルリッジ、デンジル・ホリス、ナサニエル・ファインズ、ヘンリー・マーティンなども加わり、クロムウェルも彼等の下に入ったが、まだ政治家として未熟な平議員に過ぎなかった。
長期議会はチャールズ1世の意向とは裏腹に、11月に開会されるや、さまざまな改革を断行した。11月から12月にかけて専制政治の支柱ともいうべきストラフォード伯トマス・ウェントワースとカンタベリー大主教ウィリアム・ロードを逮捕し、ストラフォード伯を翌1641年5月に、ロードを1645年1月に処刑した。続いて専制政治を阻止し、絶対王政の統治機構を打破する諸法を制定した。1641年2月、この後少なくとも3年に1回は議会を召集すべきことが定められ、同年6月には議会の同意を得ない課税は禁止された。さらに、7月には弾圧機関とみなされていた星室庁および高等宗務官裁判所が廃され、8月には船舶税の不法性もまた宣言された。これらは、いずれもほぼ満場一致で可決された。
しかし、秋あたりからイングランド国教会体制（監督制）の改廃をめぐって議会内部には分裂の兆候がみられた。前年12月にロンドン市民が議会へ提出した15000人の署名請願（根絶請願、または根こそぎ請願）をきっかけに論争が起こり、1641年2月の審議でエドワード・ハイド、フォークランド子爵ルーシャス・ケアリーら穏健派と急進派が賛成・反対に分かれたのである。請願を元に作成された根絶法案はベインとクロムウェルら急進派に支持されたが10月に否決、議会両派の対立は広がり始めた。チャールズ1世が議員へ官職をばらまく懐柔工作も行われる中、10月にアイルランドで反乱（アイルランド反乱・アイルランド同盟戦争）が起こり現地イングランド人が大勢殺害されたという報せを聞いた議会はパニックになり、騒乱に乗じてピムに率いられた議会内のグループは国王やロード派の悪性を弾劾する議会の大諫奏（大抗議文）を作成し、11月22日に議会を通過したものの、わずか11票差というきわどいものであり、議会の分裂はもはや必至の状態となった。また12月に提出された大抗議文をチャールズ1世は却下、国王と議会の対立も継続された。

## 内戦
王党派と議会派は激しく対立し、11月の大抗議文での決裂を持ってイングランド内戦が始まることとなる（清教徒革命）。議会分裂を好機とみたチャールズ1世は1642年1月、ピム・ハムデン・ヘジルリッジ・ホリス・ウィリアム・ストロードの急進派議員5名を逮捕しようとして議会に乗り込んだが失敗し、ロンドンを離れて北方で戦闘準備を開始した。議会側はこれに対し、民兵条例を採択して同年2月に軍事権を握り、6月には議会主権を主張する「19か条提案」をチャールズ1世に提案した。拒否したチャールズ1世は8月にノッティンガムで挙兵し、ここに国王派と議会派のあいだに第一次イングランド内戦が勃発した。
内戦当初は歴戦の兵を召集出来た王党派と対照的に素人の民兵隊中心の議会派は旗色が悪く、エッジヒルの戦い・アドウォルトン・ムーアの戦いで敗れ、一時は国王軍がロンドンを窺う情勢にまで追い詰められた。しかし1643年になると東部連合で鉄騎隊を率いるクロムウェルがイングランド東部を確保しつつ王党派を撃退し続け、戦功を重ねて台頭し始めた。また9月に議会派と盟約派がウェストミンスター会議で厳粛な同盟と契約を結び、スコットランドからの援軍派遣を取り付けると徐々に議会派が盛り返し、1644年のマーストン・ムーアの戦いで連合軍は国王軍に勝利、イングランド北部を確保した。それでもまだ議会軍は弱体だったが、1645年にニューモデル軍が創設され辞退条例で軍の人事も刷新され議会軍は強化された。そしてネイズビーの戦いで大勝を飾り形勢は逆転、翌1646年6月に王党派の最後の拠点オックスフォードを落とし第一次内戦は議会派勝利で幕を閉じた。

## 残部議会（ランプ議会）
しかし内戦の終盤では、議会派内部でも対立が生じた。王党派との和解を目指した長老派は独立派と対立し、ニューモデル軍でも独立派と平等派の対立が生じ、政争は複雑に展開し今後の方針は決まらなかった。議会派に軟禁されていたチャールズ1世はこの隙に1647年11月に脱走、ワイト島から同盟の条件を巡って議会派と決裂していた盟約派と和解契約を極秘に結び、盟約派が国王救出を図り1648年にイングランドへ南下、王党派もイングランド各地で呼応したため第二次イングランド内戦が勃発した。
第二次内戦は8月のプレストンの戦いでクロムウェルがスコットランド軍に勝利、ニューモデル軍の活躍で再び議会派が勝利したが、長老派と独立派の対立は収まらず、同年12月6日に独立派と手を組んだニューモデル軍は軍事クーデターによって長老派を議会から締め出した（プライドのパージ）。これによって議席は独立派に独占され、以後は残部議会（ランプ議会）と呼ばれるようになる。

## 終焉
1649年1月、ランプ議会によってチャールズ1世は処刑され、イングランド共和国が成立する。共和国は周囲を敵に回す苦境に立たされながら、平等派を排除しアイルランド・スコットランドとの戦争（クロムウェルのアイルランド侵略・第三次イングランド内戦）をクロムウェルの活躍で勝ち抜いたが、戦後は財政問題から議会と軍の対立が明確となり、1653年4月20日にクロムウェルは軍隊を率いて議員たちを議場から締め出して長期議会（ランプ議会）を武力解散し、13年続いた議会は終焉を迎えた。
その後、長期議会の議員たちは解散権は議会が保有する物として解散の不当性を訴え続け、自分達が唯一の正当な政府であることを主張し続けた。一方でクロムウェルは、同年7月に自身の意を汲んだベアボーンズ議会（聖者議会）を開会している。
12月にベアボーンズ議会も解散させ護国卿となったクロムウェルだったが1658年に死亡、息子のリチャード・クロムウェルは軍の圧力で第三議会を解散、翌1659年5月に軍は共和派の結託でランプ議会を復活させ、両派に対し無力なリチャードが退任すると軍と議会の対立が再燃、王政復古の機運が高まるとジョージ・マンクにより1660年2月21日に長老派議員が復帰、長期議会が再開された。この議会は王政復古が整うまでの準備段階に過ぎず、1ヶ月にもならない3月16日に解散され短い会期を終えた。4月25日に王党派を加えた仮議会が開会、5月にチャールズ2世が亡命先の大陸からイングランドに帰還し王政復古は成就した。